# 卡特里娜·萨克拉罗普卢
卡特里娜·萨克拉罗普卢（羅馬化：Katerína Sakellaropoúlou；1956年5月30日—），曾任希腊总统。2020年1月22日，经希腊议会投票批准，萨克拉罗普卢继任普罗科皮斯·帕夫洛普洛斯的总统职务。当选总统前，她曾任希臘第三共和國國務委員會主席。薩克拉羅普盧是希臘首位女性國家元首。

## 生平
萨克拉罗普卢生于塞萨洛尼基，家人来自克桑西专区斯塔夫鲁波利斯。她在雅典国立卡波季斯特里安大学读法律，研究生阶段就读于巴黎第二大学，研究公众法。1980年代中期，她加入国务委员会，2000年晋升顾问委员 。
2015年10月，她被任命为国务委员会副主席，执政的激进左翼联盟政府考虑到她在环境及人权等问题的卓越成绩，2018年10月一致投票通过批准她成为首位法院女主席。
她一直是国务委员会司法工作人员协会的成员。在协会任职期间，她曾担任协会秘书长（1985-1986年），副主席（2006-2008年）和会长（1993-1995年，2000-2001年）。
她定期在学术期刊上发表文章，2017年发表著作《国务委员会判例法下的金融危机和环境保护》。
2020年1月15日，希腊总理基里亚科斯·米佐塔基斯提名她出任希腊共和国总统。在2020年1月22日举行的2020年希腊总统选举上，她获得300名国会议员中261名的赞成票，成功当选。

## 个人生活
萨克拉罗普卢与律师帕夫洛斯·科特尼斯（Pavlos Kotsonis）一同居住。之前的一段婚姻她生了一个孩子。
她是塞萨洛尼基阿瑞斯足球俱乐部的支持者。